# Hétérogamie (biologie)
Pour les articles homonymes, voir Hétérogamie.
L'hétérogamie est un terme qui fait référence à divers processus du vivant. En biologie, le terme d'hétérogamie, tout comme l'homogamie, n'a pas le même sens en fonction de la discipline considérée. 

## Étymologie
Le terme hétérogamie vient du grec ancien : ἕτερος (héteros, « autre »), γάμος (gámos, « union »), et du suffixe « -ie » utilisé pour désigner un état ou une condition. 
Littéralement, cela signifie « l'union avec l'autre ».

## Zoologie et évolution

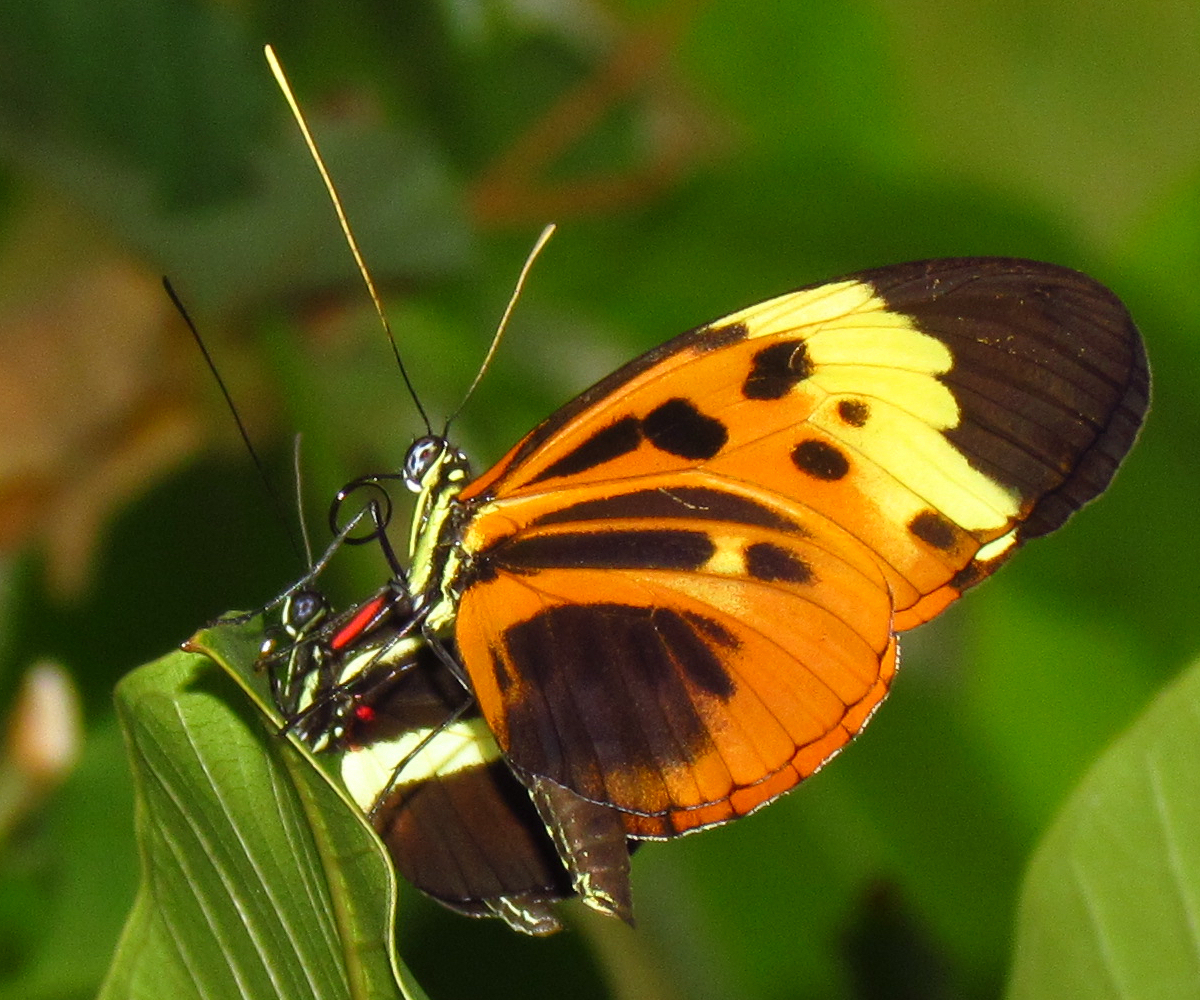
Heliconius numata revers

En biologie évolutive et en zoologie, l'hétérogamie est un type de reproduction où les organismes ont des phénotypes (traits observables) différents. En ce sens, il s'oppose à l'homogamie qui fait référence au type de reproduction où les organismes ont des phénotypes similaires (c'est-à-dire qu'ils se ressemble). 
À titre d'exemple, l'espèce Heliconius numata est une espèce hétérogame. En effet, les femelles rejettent les mâles ayant des modèles mélaniques semblables aux leurs. 

## Génétique
Il s'agit d'un mode de fécondation où les deux gamètes sont différents d'un point de vue morphologique. 